# 2114 (SRAM)

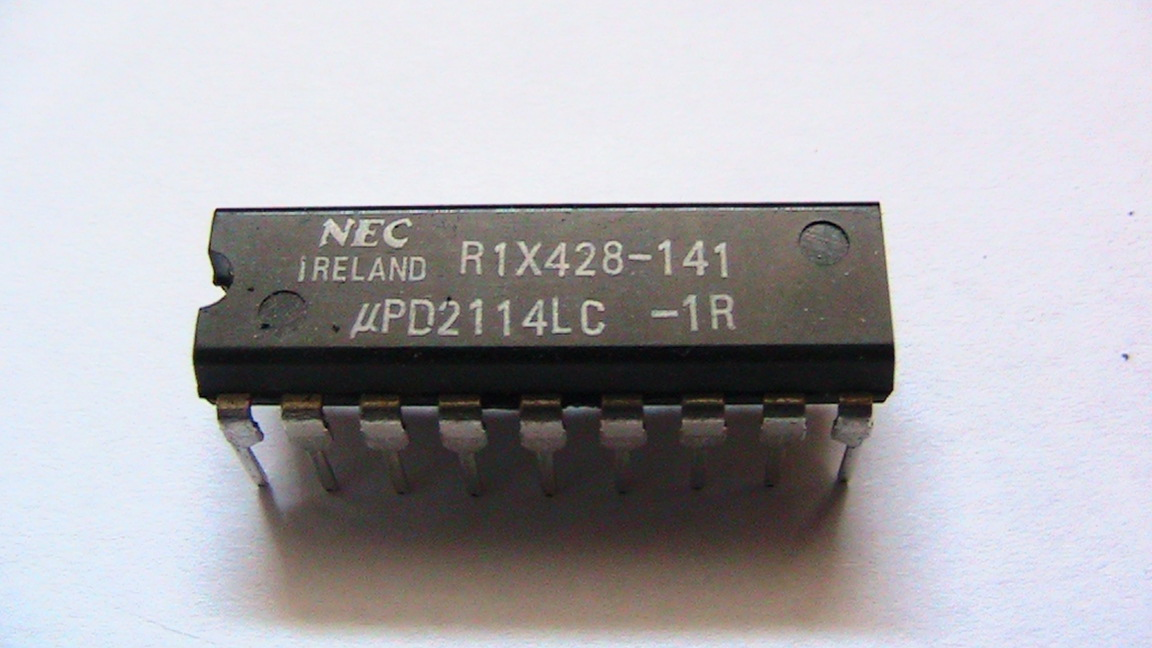
NEC µPD2114LC

Anschlussbelegung

Der 2114 ist ein statisches RAM mit einer Speicherkapazität von 4096 Bit, organisiert zu 1024×4 Bit. Der Baustein wird im 18-Pin-DIL-Gehäuse geliefert. Er wird u. a. von Seiko/Epson, United Microelectronics, Intel, AMD, Hitachi, Motorola, NEC und Siemens produziert. Das Kombinat Mikroelektronik Erfurt stellte den 2114 unter der Bezeichnung U 214 D her. Die Zugriffszeiten liegen je nach Bauart zwischen 100 und 300 Nanosekunden.
Eingesetzt wurde der Chip in den 1970er- und 1980er-Jahren u. a. als Hauptspeicher bei diversen Einplatinencomputern und  Heimcomputern, wie etwa beim VIC-20, oder als Video-Speicher für Farbinformationen (z. B. beim Commodore 64, wo tatsächlich nur 4 Bit für den Farbwert ausreichend sind). Obwohl die Kapazität gering ist, liegt der Vorteil dieses Chips darin, dass keine aufwendige Refresh-Logik nötig ist und damit ein Einfacher Schaltungsaufbau möglich ist. Hinzu kommt auch der Vorteil, dass ein schnelles Auslesen, ohne Rücksicht auf die Einhaltung gewisser Wartezeiten, möglich ist.